# Erzherzog-Johann-Haus

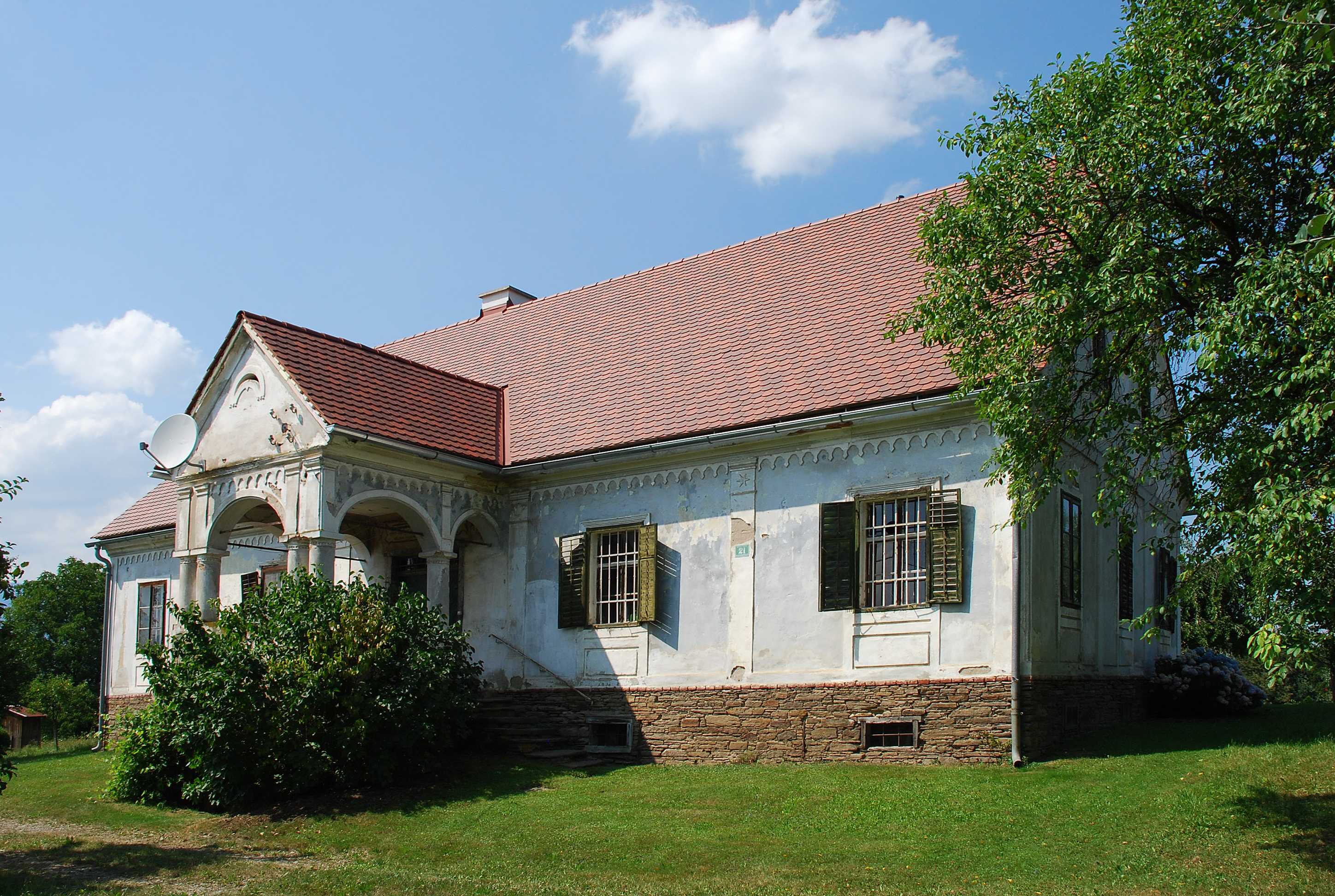
Bauernhaus vulgo Rotschädel in Frauental an der Laßnitz, ein typisches und denkmalgeschütztes Erzherzog-Johann-Haus

Als Erzherzog-Johann-Haus werden biedermeierliche Landhäuser bezeichnet, wie sie vor allem zwischen 1820 und 1860 in der mittleren Steiermark errichtet wurden. Charakteristisch ist der portikusartig durch Säulen gestaltete überbaute Eingang.
Der Begriff Erzherzog-Johann-Haus wurde erst in den 1930er Jahren vom steirischen Volkskundler Viktor Geramb geprägt.

## Charakteristika

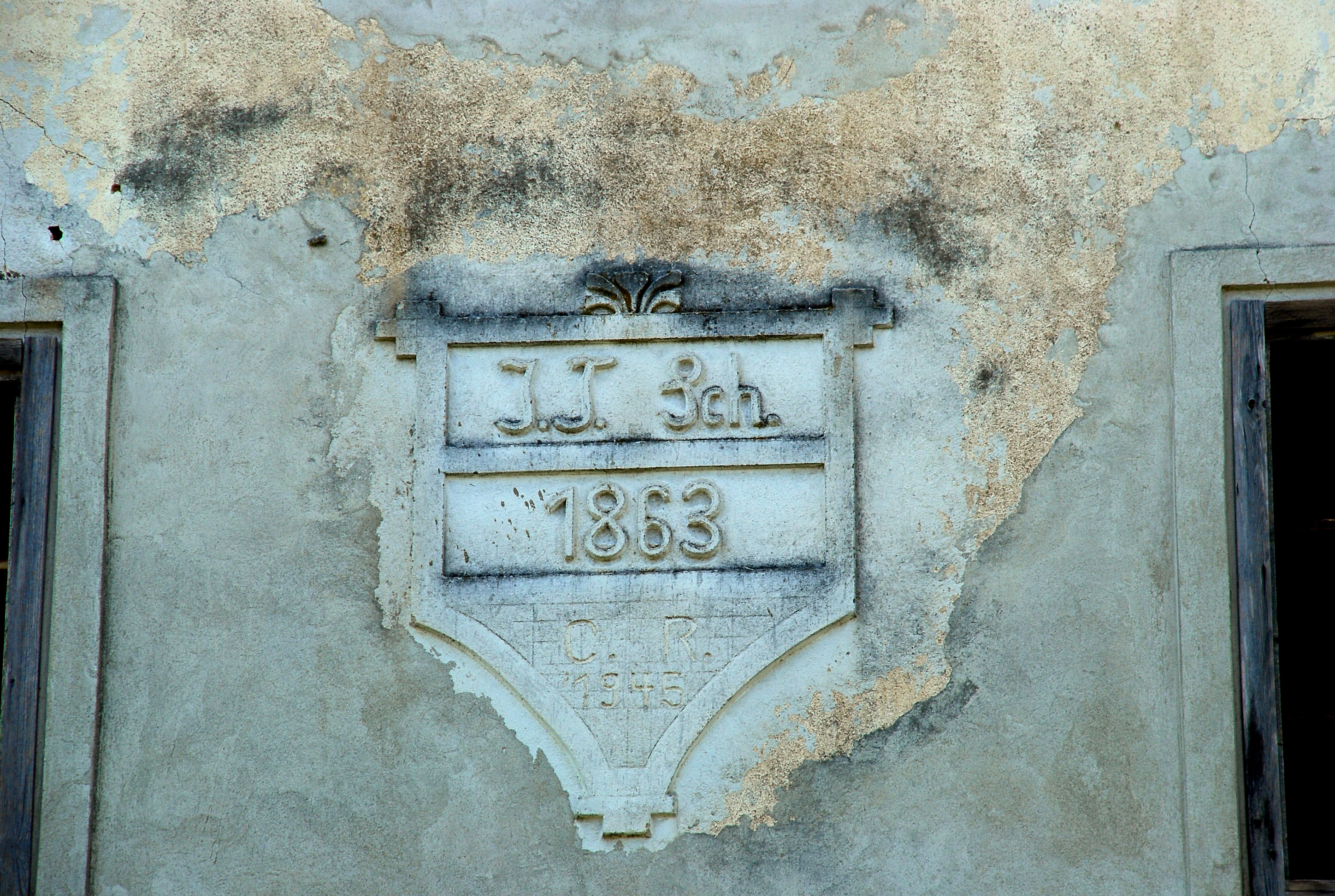
Jahreszahlen im Rotschädel-Haus

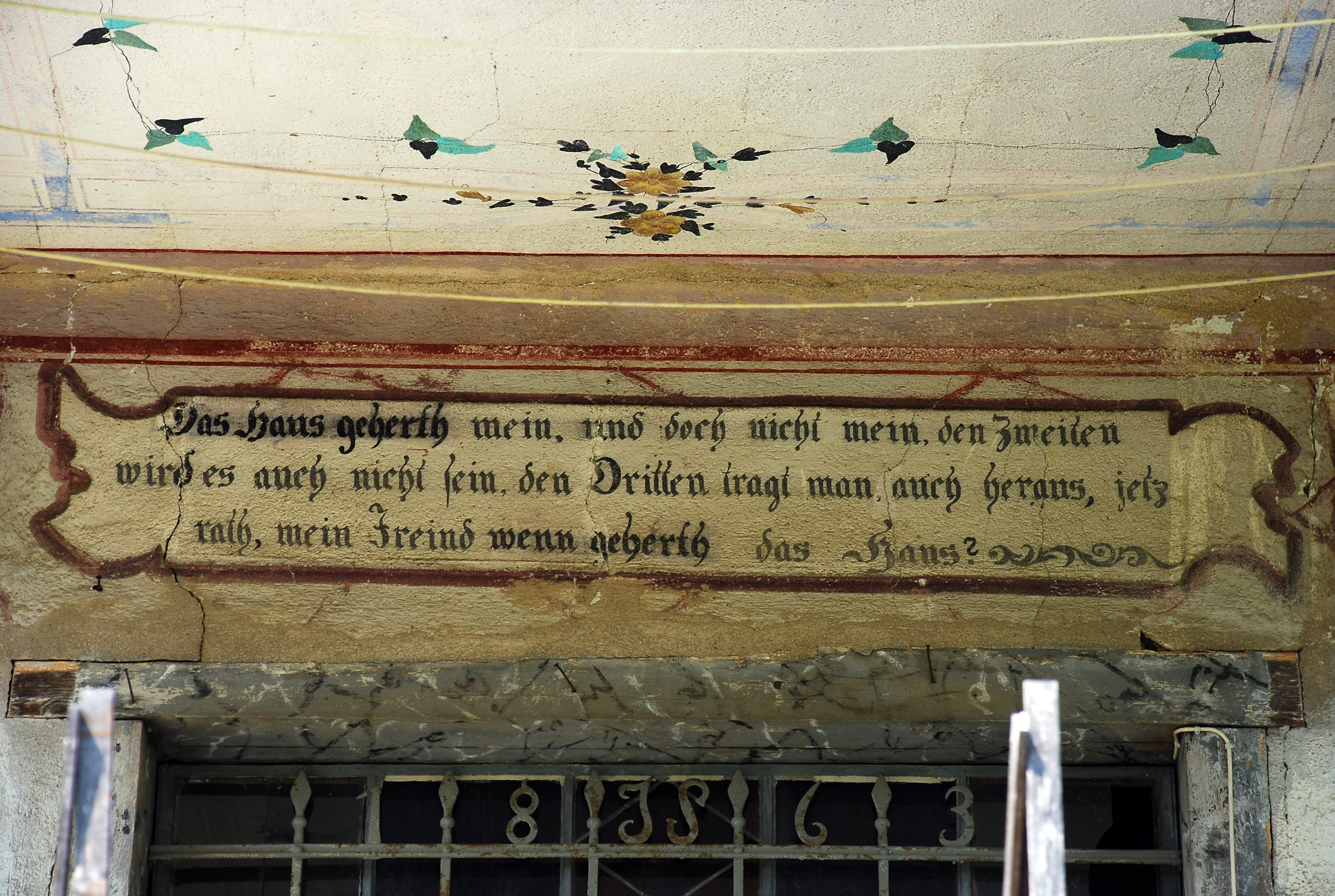
Deckenmalerei im Rotschädel-Haus

Der Baustil ist einerseits pragmatisch ausgelegt, andererseits repräsentativ. Der Grundriss ist rechteckig, der Haupteingang befindet sich an der Straßenseite und besitzt einen Portikus, dessen Innendach zumeist künstlerisch ausgestaltet ist. Es besteht eine teilweise Unterkellerung, der Wirtschaftseingang befindet sich auf der Hofseite, giebelseitig drei Fenster im Erdgeschoß. Das Satteldach steigt im 45-Grad-Winkel an, es hat einen geringen Überstand und zwischen Dach und Mauerwerk befindet sich eine Hohlkehle.
Das Fundament eines Erzherzog-Johann-Hauses besteht im Regelfall aus Bruchsteinen, darüber eine abschließende Ziegelreihe. Die Mauern sind von beachtlicher Stärke, jedoch zumeist nicht massiv gebaut, sondern als Mantel mit loser Innenfüllung. Die straßenseitige Fassade ist reich ornamentiert, wobei das urbane Vorbild unübersehbar ist; stilistisch ist eine große Vielfalt des Wandschmucks festzustellen, reichend vom Biedermeier bis zum Klassizismus. Der stets in der straßenseitigen Hausmitte gelegene Haupteingang besitzt im Regelfall einen Säulenvorbau, genannt Portikus, mit einem Giebeldreieck und einigen Stufen links und rechts, die zu einem Podest vor dem Haustor führen. Im bäuerlichen Arbeitsalltag erwies sich dieser repräsentative Vorbau als wenig praktikabel, weshalb zumeist der im Hof gelegene, ebenerdige Wirtschaftszugang genutzt wurde. In späteren Jahren wurde der Portikus oft vermauert oder zu einer kleinen Terrasse umfunktioniert.
Durch das Haustor gelangt man in einen breiten Durchgangsflur, oft mit einem massiven Tonnengewölbe. Links und rechts erschlossen sich Küche, Wohn- und Schlafräume, wobei nur das Bauernehepaar über ein eigenes Zimmer verfügte. Während zumeist nur die Töchter und die weiblichen Dienstboten im Haus schlafen durften, schlugen Knechte und Söhne ihr Lager im Stall auf. In späteren Jahren wurde oft durch den Ausbau des Dachbodens zusätzlicher Wohnraum geschaffen. Gebaut wurde von der gesamten Familie, oft unter Mithilfe der Nachbarschaft, zunehmend jedoch unter Führung von italienischen Maurerpartien. Die benötigten Ziegel wurden selbst geschlagen und in einem vor Ort errichteten Ziegelofen gebrannt. Nur selten wurde ein professionelles Bauunternehmen beschäftigt, daher gab es zumeist auch keine Baupläne. Eines dieser seltenen Exemplare befindet sich im Besitz der Familie Grinschgl vulgo Leibnitzer in Petzendorf.
Während die Grundrisse des Haustypus „aus bereits in der Landschaft Vorhandenem übernommen und nur weiterentwickelt wurden“, ergaben sich die Innovationen insbesondere in der Bauweise: die durchgehende Verwendung von Ziegeln statt Holz, deutlich größere Fenster und das bis dahin im ländlichen Raum weitgehend unübliche Sparrendach.

## Verbreitung
Eine Vielzahl von Erzherzog-Johann-Häusern entstand in den ersten siebzig Jahren des 19. Jahrhunderts in der Weststeiermark und in der Umgebung von Graz, aber auch in der restlichen Mittelsteiermark war dieser Stil bestimmend. „Hintergrund für diese Phase emsigen Bauens war neben dem wirtschaftlichen Aufschwung die Einführung der Feuerversicherung, die Bauwerke aus feuerfestem Material tariflich begünstigte.“
Eine flächendeckende Erfassung dieser klar konturierten Bauform im oststeirischen Bezirk Feldbach durch die Dissertantin Magda Matzer ergab eine Reihe neuerer Erkenntnisse, aufgrund des Studiums der Bauakte und archivalischer Unterlagen:
- Die Verbreitung dieser Bauform war in der Oststeiermark mindestens ebenso häufig.
- „Anders als bis dahin vermutet scheint die k. k. Landwirtschaftsgesellschaft den Typ des später nach Erzherzog Johann benannten Hauses nie offiziell propagiert zu haben.“[4]
- Die Dissertation stieß auf Erzherzog-Johann-Häuser, die bereits vor der Gründung der k. k. Landwirtschaftsgesellschaft errichtet wurden, und folgerte  daraus, dass der Baustil des Erzherzog-Johann-Hauses offensichtlich nicht „von oben“ angeregt wurde, sondern sich auf Grund praktischer Erfahrung „im Volke“ entwickelte.

Das Kärntner Gegenstück zum Erzherzog-Johann-Haus ist die Bauform des „Stöckl-Typs“, ein- oder zweigeschoßigen Zeltdachhäuser in so genannt verkehrsoffenen Landschaften besonders Unterkärntens, vielfach auch als Pfarrhaus. Hier war offenbar die Stilrichtung des Empire prägend und beeinflusste sowohl Bauherren, als auch Baumeister. Während in der Innenstruktur der traditionelle Durchgangsflur beibehalten wurde, legte man in der Fassadengestaltung besonderes Augenmerk auf Prestige und Wirkung.

## Namensgebung
Der Begriff bezieht sich auf Erzherzog Johann von Österreich, der als wesentlicher Reformator und Gründer zahlreicher Institutionen in der Steiermark wirkte und lebte. Zwar war der Erzherzog 1819 Gründer und erster Präsident der Steiermärkischen Landwirtschaftsgesellschaft, ein Amt, das er bis zu seinem Tod im Jahr 1859 ausübte. Ziel der Gesellschaft war – nach den Belastungen der Napoleonischen Kriege – die Verbesserung der wirtschaftlichen Lage der Bauern durch Innovationen, auch der bäuerlichen Wohnbedingungen. Jedoch finden sich dafür „weder in den Reden und Aufzeichnungen oder Veröffentlichungen Erzherzog Johanns selbst noch in den Verhandlungen und Aufsätzen der k.k. Landwirtschaftsgesellschaft für die Steiermark noch in Bauakten oder archivalischen Quellen konkrete Anhaltspunkte.“ /> Bislang wurden weder Musterpläne, noch Herkunftsquellen für den von Geramb so bezeichneten Baustil gefunden, wenngleich Schwerter die Hypothese aufgestellt wurde, dass es sich um „zentralgesteuerte“ Einflüsse handeln müsse, „ohne zumindest bis jetzt deren tatsächliche „Auslöser“ oder Anreger, Vorbilder und dgl. mit Sicherheit feststellen zu können.“

„„In Bezug auf das Erzherzog-Johann-Haus gibt es weder von Malern noch von Architekten angefertigte Darstellungen. Es fehlen vor allem solche, die auf behördliche Initiativen zurückgehen würden. Wohl war um 1829 in der k. k. Landwirtschaftsgesellschaft für Steiermark von Musterplänen die Rede, die man anfertigen wollte und zu veröffentlichen beabsichtigte, doch hat sich davon bisher nichts finden lassen, so dass über die damaligen Vorstellungen nichts Sicheres gesagt werden kann.““

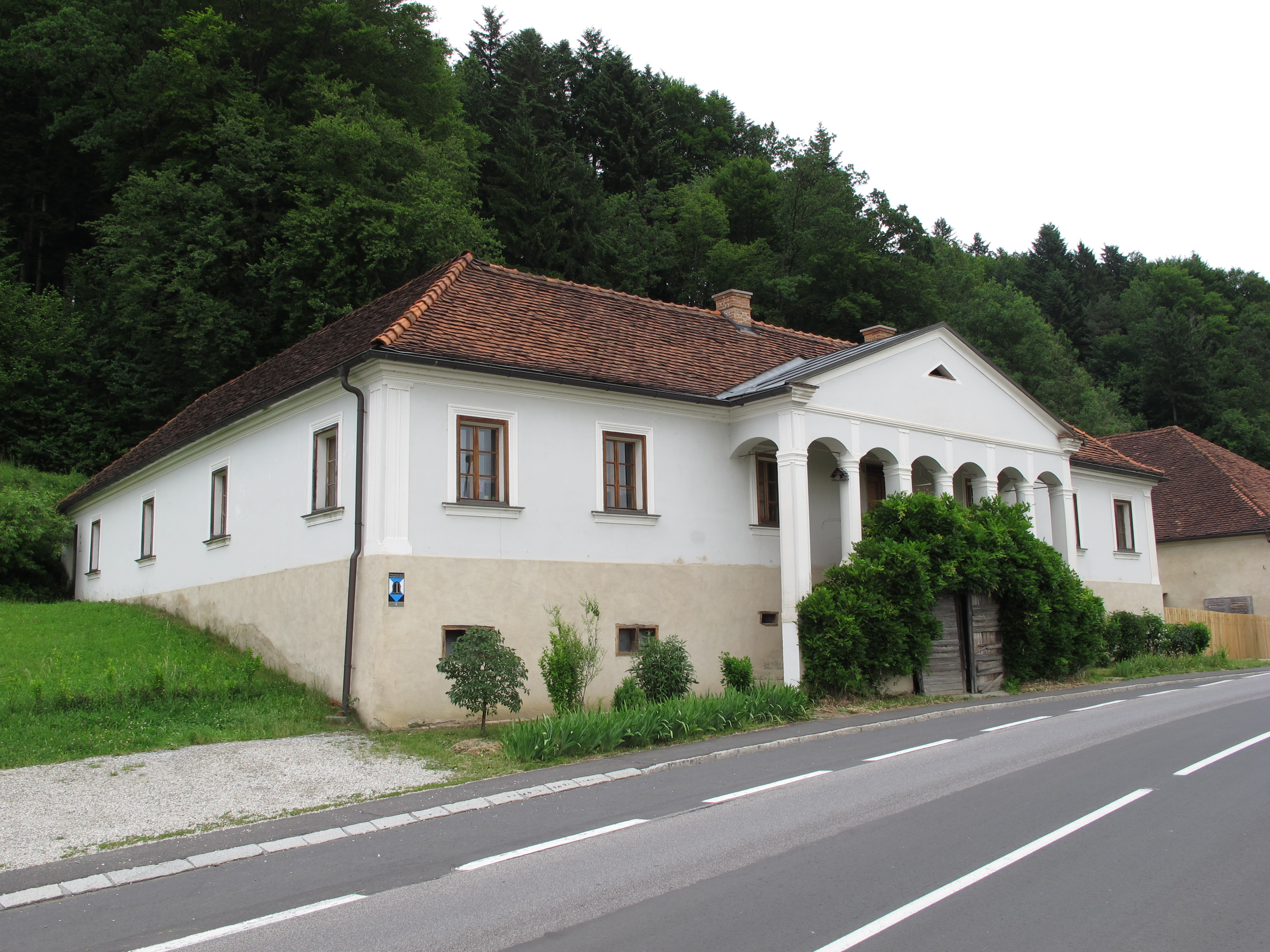
Eher untypisches Erzherzog-Johann-Haus mit Wirtschaftsgebäuden in Rohr an der Raab

„Erzherzog Johann beschäftigte Kammermaler und ließ Modelle bäuerlicher Arbeitsgeräte anfertigen um das ländliche Leben seiner Zeit zu dokumentieren. Doch Musterpläne oder Skizzen für bäuerliche Wohnhäuser? […] Fehlanzeige.“
Die „k.k. Landwirtschaftsgesellschaft in Steyermark“, die mit dem einzigartigen kaiserlichen Privileg ausgestattet war, von allen Behörden in land- und forstwirtschaftlichen Belangen gehört zu werden, war übrigens Vorläuferin der heute noch bestehenden Landwirtschaftskammer. Sie wurde nach dem Vorbild der in der zweiten Hälfte des 18. Jahrhunderts in England und Deutschland entstandenen Vereinigungen des adeligen Großgrundbesitzes als Interessenvertretung gegründet und widmete sich dem landwirtschaftlichen Versuchs-, Publikations- und Unterrichtswesen. Die wichtigste dieser Gesellschaften in der Habsburger-Monarchie war die 1807 gegründete K.k. Landwirtschaftsgesellschaft Wien, die 1938 aufgelöst wurde.
Als Erzherzog-Johann-Haus bezeichnet wird auch – obwohl es weder der Stilperiode angehört, noch über die Charakteristika verfügt – das ehem. Herrenhaus zum Radwerk II an der Hauptstraße 85 in Vordernberg, dies jedoch wegen eines realen Bezuges zum Namenspatron. Es wurde 1684 von Hans Adam Stampfer errichtet, Erzherzog Johann kaufte das Gebäude im Jahr 1822. Ab dem Folgejahr lebte hier Johanns spätere Ehefrau, Anna Plochl. Das Haus wird im Volksmund auch Meranhaus genannt, zurückgehend geht auf Franz Graf Meran, den Sohn von Erzherzog Johann und Anna Plochl.